# Echte Edelraute
Die Echte Edelraute (Artemisia umbelliformis), auch Silber-Edelraute oder Silberraute genannt, ist eine Pflanzenart aus der Gattung Artemisia in der Familie der Korbblütler (Asteraceae oder früher Compositae).

## Merkmale
Die aromatisch duftende, seidenhaarige Pflanze wird fünf bis fünfzehn Zentimeter hoch und wächst als kurzrasige, mehrjährige und krautige Pflanze. Die gestielten Laubblätter sind als Grundblätter doppelt dreiteilig und als Stängelblätter gefingert.
Die gelben Röhrenblüten stehen in 3 bis 5 Millimeter großen, rundlichen Köpfchen in einer lockeren, beblätterten Traube beieinander; die inneren Hüllblätter besitzen einen dunkelbraunen, häutigen Rand.
Blütezeit ist von Juli bis September.
Die Chromosomenzahl der Art ist 2n = 34.

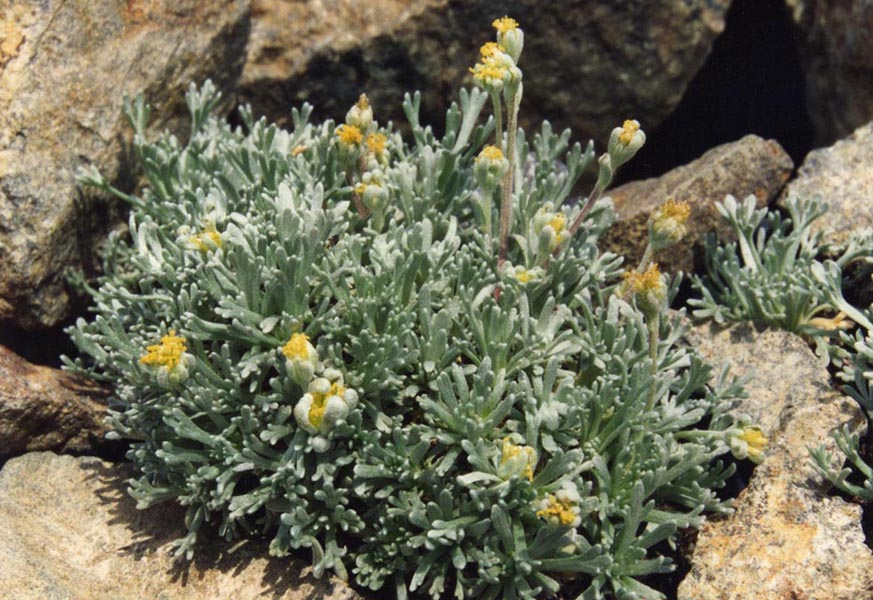
Echte Edelraute (Artemisia umbelliformis)

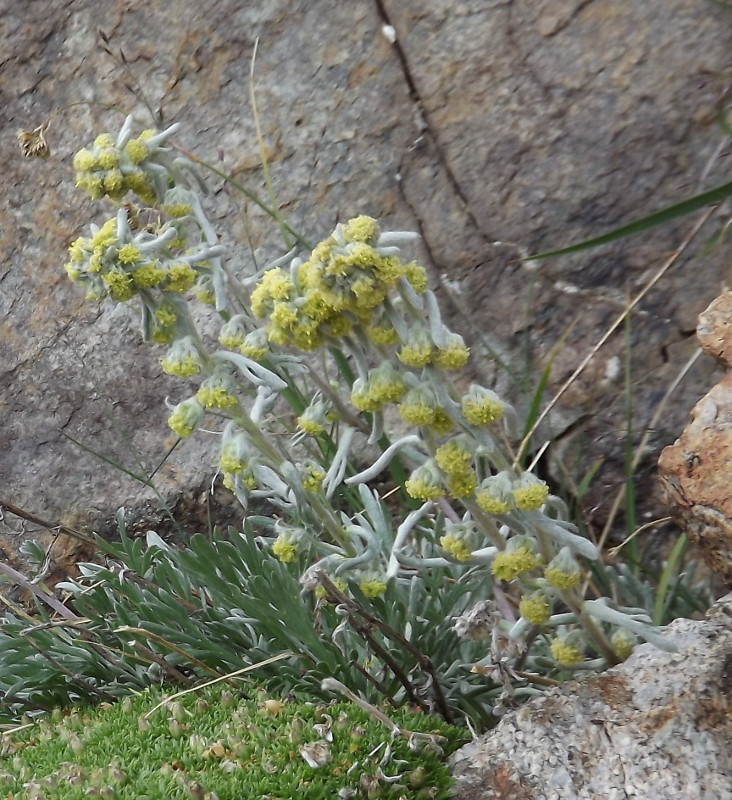
Artemisia umbelliformis subsp. eriantha

## Vorkommen
Als Standort werden Fels- und Moränenschutt, Felsspalten, oft windexponierte Stellen auf kalkarmen, aber basenreichen Gesteinen in Höhenlagen zwischen 1300 und 3700 Meter bevorzugt. Die Echte Edelraute ist eine Charakterart des Androsacetum vandellii.
Die Echte Edelraute ist in den Gebirgen Mittel- und Südwesteuropas verbreitet. Sie kommt vor in Spanien, Frankreich, Italien, in der Schweiz, in Deutschland, Österreich, Polen, der Slowakei, auf der Balkanhalbinsel, in Bulgarien und Rumänien.  In Österreich ist die Pflanze zerstreut bis selten in der Steiermark, Oberkärnten, Salzburg, Tirol und Vorarlberg anzutreffen.
In den Allgäuer Alpen steigt sie am Linkerskopf in Bayern bis zu 2400 m Meereshöhe auf.

## Systematik
Artemisia umbelliformis wurde 1783 von Jean-Baptiste de Lamarck in Encyclopédie Méthodique: Botanique. Band 1, S. 262, erstbeschrieben. Synonyme sind Artemisia gabriellae Braun-Blanq., Artemisia laxa Fritsch und Artemisia mutellina Vill. non S.G. Gmel. 1774.
Man kann folgende Unterarten unterscheiden:
- Artemisia umbelliformis Lam. subsp. umbelliformis: Sie kommt in Spanien, Frankreich, Italien, in der Schweiz, in Deutschland und in Österreich vor.[5]
- Artemisia umbelliformis subsp. eriantha (Ten.) Vallès-Xirau & Oliva Brañas (Syn.: Artemisia eriantha Ten.): Sie kommt in Spanien, Frankreich, Italien, auf der Balkanhalbinsel, in Polen, der Slowakei und in Rumänien vor.[5]

## Trivialnamen
Im deutschsprachigen Raum werden oder wurden für diese Pflanzenart, zum Teil nur regional, auch die Trivialnamen Edelrauten (Kärnten, Augsburg), Genippkraut (Schweiz), Schneppi und Wildnisskraut (Kärnten) verwendet.

## Besonderheiten, Gefährdung und Schutzmaßnahmen
Die Echte Edelraute ist als Schmuck- und Heilkraut begehrt, dadurch selten und teils ausgerottet geworden. Die Bergbauern verwendeten sie als Hausmittel (Volksarzneipflanze) gegen Fieber, Lungen- und Rippenfellentzündung, als magenstärkendes Mittel und zum Würzen von Likör. Zum Schutz der Art wird diese in Kultur gezogen, um die Wildbestände zu schonen.